# Парето (муніципалітет)
Парето (італ. Pareto, п'єм. Parèj) — муніципалітет в Італії, у регіоні П'ємонт,  провінція Алессандрія.
Парето розташоване на відстані близько 450 км на північний захід від Рима, 85 км на південний схід від Турина, 50 км на південний захід від Алессандрії.
Населення — 569 осіб (2014).
Щорічний фестиваль відбувається 26 червня. 

## Демографія
Населення за роками:

Станом на 1 січня 2023 року в муніципалітеті офіційно проживало 14 іноземців з 5 країн, серед них 12 громадян країн Євросоюзу.

## Сусідні муніципалітети
- Картозіо
- Джузвалла
- Мальвічино
- Міолья
- Понцоне
- Сасселло
- Спіньйо-Монферрато